# یوشیوکی شینودا

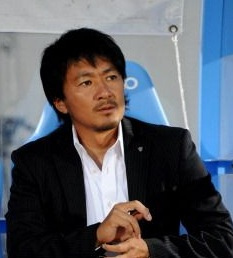
یوشیوکی شینودا در سال ۲۰۱۱

یوشیوکی شینودا (ژاپنی: 篠田 善之؛ زادهٔ ۱۸ ژوئن ۱۹۷۱) یک بازیکن فوتبال اهل ژاپن است.
از باشگاه‌هایی که در آن بازی کرده‌است می‌توان به باشگاه فوتبال ونتفورت کوفو و باشگاه فوتبال آویسپا فوکوئوکا اشاره کرد.
یوشیوکی شینودا در تیم‌هایی همچون باشگاه فوتبال آویسپا فوکوئوکا، باشگاه فوتبال توکیو و باشگاه فوتبال شیمیزو اس-پالس مربی‌گری کرده‌است.